# Antoine Pesne
Antoine Pesne (Paris, 29 de maio de 1683 – Berlim, 5 de agosto de 1757) foi um pintor de origem francesa ativo na Prússia.
Estudou arte com seu pai e seu tio, e depois recebeu uma bolsa de estudos para se aperfeiçoar na extensão da Académie royale de peinture et de sculpture na Itália. Em 1710 foi chamado a Berlin pelo rei Frederico I da Prússia, tornando-se o pintor da corte e diretor da Academia de Arte de Berlim. Ganhou fama pelos seus retratos de membros da família real e da nobreza. Também colaborou na decoração pictórica dos palácios Charlottenburg, Rheinsberg e Sanssouci.
Sepultada no Friedhöfe vor dem Halleschen Tor em Berlim.